# Авр-Сен-П'єр
Авр-Сен-П'єр (фр. Havre-Saint-Pierre — у перекладі з французької — «Бухта Святого Петра») — місто у адміністративному регіоні Північний Беріг провінції Квебек (Канада).